# Ковалевская, Мария Павловна
Мария Павловна Ковалевская (в девичестве Воронцова, август 1849, Екатеринославская губерния, Российская империя — 7 ноября 1889, Карийская каторга, Российская империя) — русская революционерка, народница.

## Биография
Родилась в дворянской помещичьей семье старинного знатного рода Воронцовых. Окончила женский институт в Одессе. В 1874 году сблизилась с участниками одесских народнических кружков. В 1874 году переехала в Киев. В том же году ездила в Харьков для переговоров с харьковскими народниками. В 1875—1876 годах участвовала в революционном кружке «Киевских бунтарей», со Я. В. Стефановичем, В. К. Дебогорием-Мокриевичем и другими.
Привлечена к дознанию по делу о пропаганде в империи (процесс 193-х), вследствие близких сношений с уличенными в пропаганде и крайней политической неблагонадежности. По Высочайшему повелению 19 февраля 1876 года дело о ней разрешено в административном порядке с учреждением особого надзора полиции. Подчинена с 8 мая 1876 года особому надзору в Харькове с воспрещением отлучек с места проживания.
Продолжала заниматься революционной деятельностью и 19 июня 1876 года была арестована во время проезда в селе Шпола с поддельным паспортом вместе с В. К. Дебогорием-Мокриевичем, но вскоре освобождена и скрылась.
Проживала на нелегальном положении по поддельным паспортам. Арестована 11 февраля 1879 года в Киеве, в доме Бабичевой, вместе с В. К. Дебогорием-Мокриевичем и др.
С 30 апреля по 5 мая 1879 года находилась на процессе «Киевских бунтарей» Киевского военно-окружного суда. 4 мая 1879 года за принадлежность к социально-революционному сообществу приговорена к лишению всех прав состояния и к ссылке в каторжные работы на заводах на 14 лет 10 месяцев. Приговор конфирмован 13 мая 1879 года. Отправлена в Москву 14 мая 1879 года, затем на Карийскую каторгу, куда прибыла в начале 1880 года.
В 1881 году по болезни перевезена через Красноярскую тюрьму в Минусинск, где отбывал ссылку муж. В 1882 году — возвращена на Карийскую каторгу. В связи с участием в протестах каторжан против ужесточения режима, в 1883 году этапирована в Иркутскую тюрьму; в 1887 году переведена обратно на Кару. После телесных наказаний в отношении Н. К. Сигиды (Малаксиано), в знак протеста вместе с Калюжной М. В. и Смирницкой Н. С. приняла смертельную дозу морфия 6 ноября 1889 года за два месяца до выхода на поселение. Умерла 7 ноября 1889 года.

## Муж
- Николай Васильевич Ковалевский (1841—1897) — украинский общественный и политический деятель.